# Lycosa futilis
Lycosa futilis este o specie de păianjeni din genul Lycosa, familia Lycosidae, descrisă de Banks, 1898. Conform Catalogue of Life specia Lycosa futilis nu are subspecii cunoscute.